# Billboard Music Awards 2012
Die
Billboard Music Awards 2012 fanden am 20. Mai 2012 in der MGM Grand Garden Arena in Paradise, Nevada statt. Sie wurden auf ABC übertragen. Moderatoren waren die beiden Modern-Family-Darsteller Julie Bowen und Ty Burrell.

## Liveauftritte
| Künstler                  | Lieder                                                                            | Präsentatoren     |
| ------------------------- | --------------------------------------------------------------------------------- | ----------------- |
| LMFAO                     | Party Rock Anthem Sorry for Party Rocking Sexy and I Know It                      |                   |
| Kelly Clarkson            | Dark Side                                                                         | Robin Thicke      |
| The Wanted                | Chasing the Sun Glad You Came                                                     |                   |
| Chris Brown               | Turn Up the Music                                                                 | Brandy            |
| Natasha Bedingfield       | Tribute to Donna Summer Last Dance                                                |                   |
| Usher                     | Scream                                                                            | Far East Movement |
| Justin Bieber             | Boyfriend                                                                         |                   |
| Carly Rae Jepsen          | Call Me Maybe                                                                     |                   |
| Carrie Underwood          | Blown Away                                                                        | Luke Bryan        |
| Linkin Park               | Burn It Down                                                                      | Swizz Beatz       |
| Katy Perry                | Wide Awake                                                                        |                   |
| John Legend Jordin Sparks | Tribute to Whitney Houston The Greatest Love of All I Will Always Love You        | Whoopi Goldberg   |
| Goodie Mob                | Tribute to Beastie Boys Fight to Win (You Gotta) Fight for Your Right (To Party!) |                   |
| Patent Pending            | Dance Till We Die                                                                 | Taio Cruz         |
| Nelly Furtado             | Big Hoops (Bigger the Better)                                                     | Gavin DeGraw      |
| Stevie Wonder Alicia Keys | Higher Ground Overjoyed Empire State of Mind Join Our Love Superstition           |                   |

## Präsentatoren
- Julianne Hough – präsentierte the Top Social Artist Award
- Lisa Marie Presley – präsentierte the Spotlight Award
- Miley Cyrus – präsentierte Top New Artist Award
- Kris Kristofferson – lobte Taylor Swift
- Zooey Deschanel – präsentierte Woman of the Year Award
- Jason Derülo – präsentierte Hot 100 Song of the Year
- Wiz Khalifa – präsentierte Top Duo/Group
- Gladys Knight – präsentierte Male Artist of the Year
- Monica und Eric Benét – präsentierten R&B Artist of the Year
- Bobbi Kristina Brown and Pat Houston – nahmen den Millennium Award für Whitney Houston an
- Alicia Keys – präsentierte den Icon Award

## Sieger und Nominierte
Die Sieger sind vorangestellt und in Fettschrift.
| Top Artist | Top New Artist |
| --- | --- |
| - Adele - Lady Gaga - Lil Wayne - Katy Perry - Rihanna | - Wiz Khalifa - Bad Meets Evil - Big Sean - Foster the People - Scotty McCreery |
| Top Male Artist | Top Female Artist |
| - Lil Wayne - Justin Bieber - Chris Brown - Drake - Bruno Mars | - Adele - Lady Gaga - Nicki Minaj - Katy Perry - Rihanna |
| Top Duo/Group | Top Billboard 200 Artist |
| - LMFAO - The Black Eyed Peas - Coldplay - Lady Antebellum - Maroon 5 | - Adele - Justin Bieber - Michael Bublé - Lady Gaga - Lil Wayne |
| Top Billboard 200 Album | Top Hot 100 Artist |
| - 21 – Adele - Christmas – Michael Bublé - Take Care – Drake - Born This Way – Lady Gaga - Tha Carter IV – Lil Wayne | - Adele - LMFAO - Bruno Mars - Katy Perry - Rihanna |
| Top Hot 100 Song | Top Touring Artist |
| - Party Rock Anthem – LMFAO featuring Lauren Bennett & GoonRock - Rolling in the Deep – Adele - Moves Like Jagger – Maroon 5 featuring Christina Aguilera - E.T. – Katy Perry featuring Kanye West - Give Me Everything – Pitbull featuring Ne-Yo, Afrojack & Nayer | - U2 - Bon Jovi - Taylor Swift - Take That - Roger Waters |
| Top Digital Songs Artist | Top Digital Song |
| - Adele - LMFAO - Bruno Mars - Katy Perry - Rihanna | - Party Rock Anthem – LMFAO featuring Lauren Bennett & GoonRock - Rolling in the Deep – Adele - Sexy and I Know It – LMFAO - Moves Like Jagger – Maroon 5 featuring Christina Aguilera - E.T. – Katy Perry featuring Kanye West                                              |
| Top Radio Songs Artist | Top Radio Song |
| - Adele - Bruno Mars - Nicki Minaj - Katy Perry - Rihanna | - Give Me Everything – Pitbull featuring Ne-Yo, Afrojack & Nayer - Rolling in the Deep – Adele - Party Rock Anthem – LMFAO featuring Lauren Bennett & GoonRock - Moves Like Jagger – Maroon 5 featuring Christina Aguilera - We Found Love – Rihanna featuring Calvin Harris |
| Top Streaming Artist | Top Streaming Song (Audio) |
| - Rihanna - Lil Wayne - LMFAO - Nicki Minaj - Bruno Mars | - Rolling in the Deep – Adele - Without You – David Guetta featuring Usher - How To Love – Lil Wayne - Party Rock Anthem – LMFAO featuring Lauren Bennett & GoonRock - Super Bass – Nicki Minaj                                                                              |
| Top Streaming Song (Video) | Top Digital Media Artist |
| - Super Bass – Nicki Minaj - Someone like You – Adele - Party Rock Anthem – LMFAO featuring Lauren Bennett & GoonRock - Sexy and I Know It – LMFAO - The Lazy Song – Bruno Mars                                                                                     | - Adele - Justin Bieber - Lady Gaga - Lil Wayne - Rihanna |
| Top Pop Artist | Top Pop Album |
| - Adele - Lady Gaga - LMFAO - Katy Perry - Rihanna | - 21 – Adele - 19 – Adele - Under the Mistletoe – Justin Bieber - Christmas – Michael Bublé - Born This Way – Lady Gaga |
| Top Pop Song | Top R&B Artist |
| - Party Rock Anthem – LMFAO featuring Lauren Bennett & GoonRock - Rolling in the Deep – Adele - Sexy and I Know It – LMFAO - Moves Like Jagger – Maroon 5 featuring Christina Aguilera - E.T. – Katy Perry featuring Kanye West                                     | - Chris Brown - Beyoncé - Cee Lo Green - Miguel - Rihanna |
| Top R&B Album | Top R&B Song |
| - 4 – Beyoncé - My Life II... The Journey Continues (Act 1) – Mary J. Blige - F.A.M.E. – Chris Brown - I Remember Me – Jennifer Hudson - Talk That Talk – Rihanna                                                                                                   | - Motivation – Kelly Rowland featuring Lil Wayne - She Ain't You – Chris Brown - Fk You (Forget You) – Cee Lo Green - Down on Me – Jeremih featuring 50 Cent - Sure Thing – Miguel                                                                                           |
| Top Rap Artist | Top Rap Album |
| - Lil Wayne - Drake - LMFAO - Nicki Minaj - Wiz Khalifa | - Tha Carter IV – Lil Wayne - Hell: The Sequel – Bad Meets Evil - Take Care – Drake - Watch the Throne – Jay-Z & Kanye West - Sorry for Party Rocking – LMFAO |
| Top Rap Song | Top Country Artist |
| - Party Rock Anthem – LMFAO featuring Lauren Bennett & GoonRock - Good Feeling – Flo Rida - Sexy and I Know It – LMFAO - Super Bass – Nicki Minaj - Give Me Everything – Pitbull featuring Ne-Yo, Afrojack & Nayer                                                  | - Lady Antebellum - Jason Aldean - Zac Brown Band - Blake Shelton - Taylor Swift |
| Top Country Album | Top Country Song |
| - My Kinda Party – Jason Aldean - The Band Perry – The Band Perry - Tailgates & Tanlines – Luke Bryan - Clear as Day – Scotty McCreery - Own the Night – Lady Antebellum                                                                                            | - Dirt Road Anthem – Jason Aldean - Crazy Girl – Eli Young Band - Honey Bee – Blake Shelton - Just a Kiss – Lady Antebellum - Country Girl (Shake It for Me) – Luke Bryan |
| Top Rock Artist | Top Rock Album |
| - Coldplay - The Black Keys - Foo Fighters - Foster the People - Mumford & Sons | - Mylo Xyloto – Coldplay - Wasting Light – Foo Fighters - Torches – Foster the People - Sigh No More – Mumford & Sons - Here and Now – Nickelback |
| Top Rock Song | Top Latin Artist |
| - Pumped Up Kicks – Foster the People - Rolling in the Deep – Adele - Someone like You – Adele - Paradise – Coldplay - Walk – Foo Fighters | - Shakira - Maná - Pitbull - Prince Royce - Romeo Santos |
| Top Latin Album | Top Latin Song |
| - Formula: Vol. 1 – Romeo Santos - Dejarte de Amar – Camila - Viva el Príncipe – Cristian Castro - Drama Y Luz – Maná - Prince Royce – Prince Royce | - Danza Kuduro – Don Omar & Lucenzo - Taboo – Don Omar - Bon Bon – Pitbull - Corazón Sin Cara – Prince Royce - Promise – Romeo Santos featuring Usher |
| Top Dance Artist | Top Dance Album |
| - Lady Gaga - David Guetta - LMFAO - Rihanna - Britney Spears | - Born This Way – Lady Gaga - Nothing but the Beat – David Guetta - The Fame – Lady Gaga - Sorry for Party Rocking – LMFAO - Scary Monsters and Nice Sprites – Skrillex |
| Top Dance Song | Top Alternative Artist |
| - Party Rock Anthem – LMFAO featuring Lauren Bennett & GoonRock - In the Dark – Dev - Without You – David Guetta featuring Usher - Sexy and I Know It – LMFAO - Till the World Ends – Britney Spears                                                                | - Coldplay - The Black Keys - Foo Fighters - Foster the People - Mumford & Sons |
| Top Alternative Album | Top Alternative Song |
| - Mylo Xyloto – Coldplay - Wasting Light – Foo Fighters - Torches – Foster the People - Sigh No More – Mumford & Sons - Here and Now – Nickelback | - Rolling in the Deep – Adele - Sail – Awolnation - Paradise – Coldplay - Pumped Up Kicks – Foster the People - The Cave – Mumford & Sons |
| Top Christian Artist | Top Christian Album |
| - Casting Crowns - MercyMe - Chris Tomlin - Laura Story - Skillet | - Come to the Well – Casting Crowns - Until the Whole World Hears – Casting Crowns - Awake – Skillet - Blessings – Laura Story - WOW Hits 2012 – Various Artists |
| Top Christian Song | Top Social Artist (Fanvotum) |
| - Blessings – Laura Story - Glorious Day (Living He Loved Me) – Casting Crowns - Hold Me – Jamie Grace featuring TobyMac - Stronger – Mandisa - Strong Enough – Matthew West                                                                                        | - Justin Bieber - Eminem - Lady Gaga - Rihanna - Shakira |
| Icon Award | Millennium Award |
| Stevie Wonder | Whitney Houston |
| Spotlight Award | Woman of the Year |
| Katy Perry | Taylor Swift |

## Mehrfach-Preisträger und Nominierte
| Nominations | Artist             |
| ----------- | ------------------ |
| 22          | LMFAO              |
| 20          | Adele              |
| 13          | Rihanna            |
| 11          | Lady Gaga          |
| 10          | Lil Wayne          |
| 9           | Katy Perry         |
| 8           | Lauren Bennett     |
| 8           | GoonRock           |
| 7           | Coldplay           |
| 7           | Foster the People  |
| 7           | Nicki Minaj        |
| 6           | Bruno Mars         |
| 5           | Justin Bieber      |
| 5           | Foo Fighters       |
| 5           | Maroon 5           |
| 5           | Mumford & Sons     |
| 5           | Pitbull            |
| 4           | Christina Aguilera |
| 4           | Casting Crowns     |
| 4           | Chris Brown        |
| 4           | Drake              |
| 4           | David Guetta       |
| 4           | Lady Antebellum    |
| 4           | Kanye West         |
| 3           | Afrojack           |
| 3           | Jason Aldean       |
| 3           | Michael Bublé      |
| 3           | Nayer              |
| 3           | Ne-Yo              |
| 3           | Prince Royce       |
| 3           | Romeo Santos       |
| 3           | Laura Story        |
| 3           | Usher              |
| 2           | Bad Meets Evil     |
| 2           | Beyoncé            |
| 2           | The Black Keys     |
| 2           | Luke Bryan         |
| 2           | Cee Lo Green       |
| 2           | Wiz Khalifa        |
| 2           | Scotty McCreery    |
| 2           | Maná               |
| 2           | Miguel             |
| 2           | Don Omar           |
| 2           | Shakira            |
| 2           | Blake Shelton      |
| 2           | Skillet            |
| 2           | Britney Spears     |
| 2           | Taylor Swift       |

| Wins | Artist         |
| ---- | -------------- |
| 12   | Adele          |
| 6    | LMFAO          |
| 5    | Lauren Bennett |
| 5    | GoonRock       |
| 4    | Coldplay       |
| 4    | Lil Wayne      |
| 2    | Jason Aldean   |
| 2    | Casting Crowns |
| 2    | Lady Gaga      |